# Elisabetta Trenta
Elisabetta Trenta (ur. 4 czerwca 1967 w Velletri) – włoska polityk, politolog i analityk, od 2018 do 2019 minister obrony.

## Życiorys
W 1994 ukończyła nauki polityczne na Uniwersytecie Rzymskim „La Sapienza”. Później uzyskała magisterium z zakresu rozwoju międzynarodowego oraz bezpieczeństwa. Początkowo pracowała w przedsiębiorstwie z branży telekomunikacyjnej i energetycznej w rodzinnej miejscowości. Od 1997 była związana z organizacją non-profit Sudgestaid Scarl. W latach 2005–2006 była doradcą politycznym włoskiego resortu spraw zagranicznych w Iraku, w 2009 pełniła funkcję doradcy przy misji UNIFIL w Libanie. W 2015 została wykładowcą i wicedyrektorem studiów magisterskich z zakresu bezpieczeństwa na Link Campus University (włoskiej filii Uniwersytetu Maltańskiego). W latach 2016–2017 współpracowała również z ośrodkiem analitycznym CeMiSS, działającym w ramach resortu obrony.
Podjęła współpracę z Ruchem Pięciu Gwiazd, z ramienia tej partii kandydowała bez powodzenia do Senatu. W kampanii wyborczej w 2018 przedstawiono ją jako kandydatkę partii na ministra obrony. 1 czerwca 2018 objęła ten urząd w nowo powołanym rządzie Giuseppe Contego. Sprawowała go do września 2019.